# Медовичка чорна
Медови́чка чорна (Myzomela nigrita) — вид горобцеподібних птахів родини медолюбових (Meliphagidae). Мешкає на Новій Гвінеї та на сусідніх островах. 

## Опис
Довжина птаха становить 12—13 см. Самці дещо більші за самиць. Вони мають блискучо-чорне забарвлення. внутрішня сторона крил у них біла. Самиці мають тьмяно-коричневе забарвлення, лоб і горло у них рудуваті. У деяких самиць обличчя чорне, а на південному сході ареалу деякі самиці можуть бути повністю чорними. Забарвлення молодих птахів подібне до забарвлення самиць.

## Підвиди
Виділяють чотири підвиди:
- M. n. steini Stresemann & Paludan, 1932 — острів Вайгео;
- M. n. nigrita Gray, GR, 1858 — Нова Гвінея, острови Ару, Япен і архіпелаг Луїзіада;
- M. n. pluto Forbes, WA, 1879 — острів Міос-Нум[en];
- M. n. forbesi Ramsay, EP, 1880 — острови Д'Антркасто.

## Поширення і екологія
Чорні медовички живуть у вологих рівнинних тропічних лісах і в саванах.